# Гетто в Радошковичах
Гетто в Радошко́вичах (лето 1941 — 7 марта 1943) — еврейское гетто, место принудительного переселения евреев поселка Радошковичи Молодечненского района Минской области и близлежащих населённых пунктов в процессе преследования и уничтожения евреев во время оккупации территории Белоруссии войсками нацистской Германии в период Второй мировой войны.

## Оккупация Радошковичей и создание гетто
Посёлок Радошковичи был занят частями вермахта 26 (25) июня 1941 года, и оккупация длилась 3 года до — 3 июля 1944 года.
Сразу после оккупации немцы, реализуя нацистскую программу уничтожения евреев, организовали в Радошковичах гетто, согнав в него также и евреев из ближних деревень. Первоначально в гетто оказались 1200 человек. В гетто была организована и действовала подпольная группа.

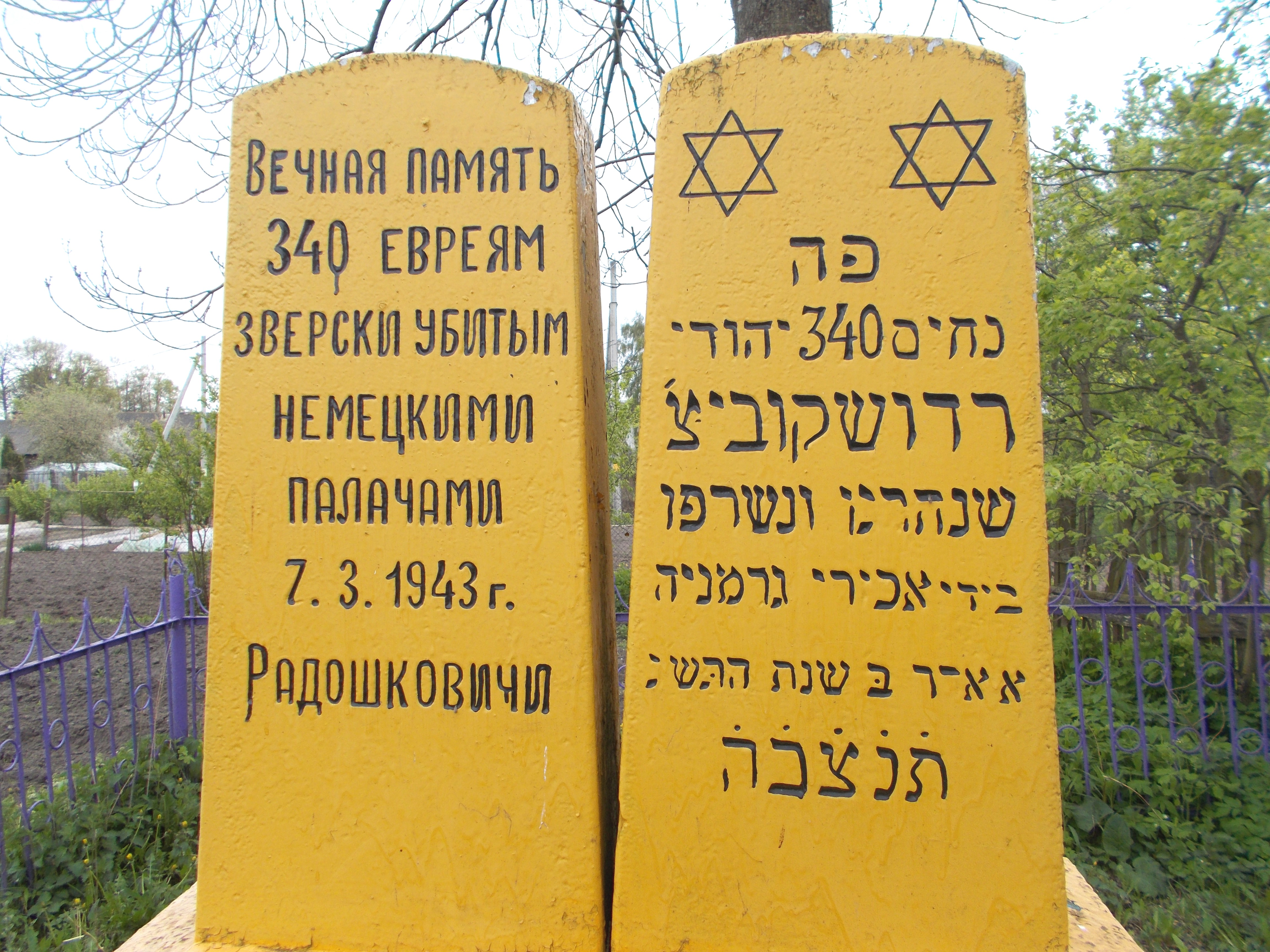
Памятник около Радошковичской школы-интерната (улица Гастелло, 20)

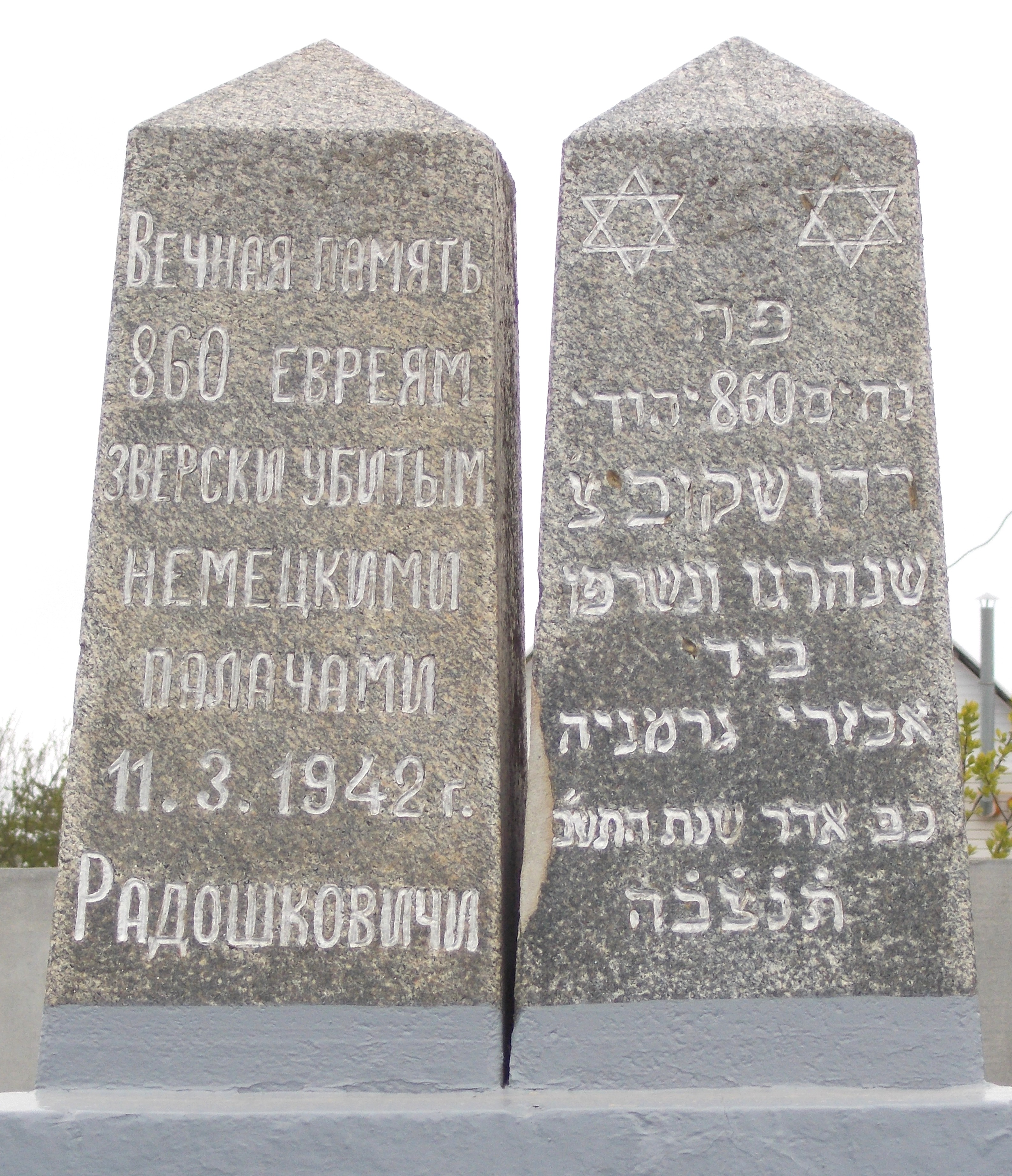
Памятник у пересечения улицы 8 Марта и Полоцкого переулка

## Уничтожение гетто
11 марта 1942 года Радошковичи были окружены немцами. Евреев, в том числе и с грудными детьми, сгоняли на базарную площадь, слабых и больных убивали на месте. Людей избивали прикладами, резиновыми палками и просто палками. «Развлекаясь», каратели стреляли в толпу. Людей загнали в сарай, часть убили садистскими способами, а затем подожгли сарай с оставшимися ещё живыми людьми, заталкивая пытавшихся выбраться обратно в огонь. Сжигание тел убитых с помощью бензина продолжалось два дня. Были убиты 860 человек, включая младенцев. Руководил «акцией» (таким эвфемизмом нацисты называли организованные ими массовые убийства) обер-лейтенант Шпиз.
7 марта 1943 года гетто было полностью уничтожено. В Радошковичи прибыл немецкий карательный отряд из Вилейки. Гетто окружили, 340 человек загнали в сарай и сожгли заживо. Руководил массовым убийством обер-лейтенант Шнайдер Виннас из Кёльна.
Всего в Радошковичах были убиты около 2000 евреев, и после войны только около 100 евреев вернулись в поселок.

## Организаторы и исполнители убийств
В бывшем Радошковичском районе военными преступниками были признаны: обер-лейтенанты Шпиз и Шнайдер (Шнейдер), коменданты полиции Бекиш и А. Зинькевич, начальник гарнизона Радошковичей Есинский, лейтенант Эрнш и другие.

## Случаи спасения и «Праведники народов мира»
В Радошковичах 4 человека были удостоены почетного звания «Праведник народов мира» от израильского мемориального института «Яд Вашем» «в знак глубочайшей признательности за помощь, оказанную еврейскому народу в годы Второй мировой войны».
- Кулина Ольга — за спасение Левитана Бориса[11]);
- Песецкий Иосиф и Людмила, и Крупич Иван — за спасение Борщ Марии[12].

## Память
В 1946 и 1947 годах на могилах жертв геноцида евреев в Радошковичах были установлены 2 обелиска с надписями на русском языке и иврите.